# Tân Phương
Tân Phương là một xã thuộc huyện Thanh Thủy, tỉnh Phú Thọ, Việt Nam.
Xã Tân Phương có diện tích 7,12 km², dân số năm 1999 là 3308 người, mật độ dân số đạt 465 người/km².